# Dancing in the Street
"Dancing in the Street" is een hitsingle, oorspronkelijk uitgebracht in 1964 door de Amerikaanse soulgroep Martha & The Vandellas.

## Martha & The Vandellas

### Geschiedenis
Het was het eerste nummer van het album Dance Party dat op single uitgebracht werd. De andere twee waren "Wild One" en "Nowhere to Run". Die zouden echter niet zo succesvol worden als "Dancing in the Street", dat de grootste hit van Martha & The Vandellas werd, in zowel de Verenigde Staten, Ierland als het Verenigd Koninkrijk. In de VS kwam het tot de tweede positie in de Billboard Hot 100. In het Verenigd Koninkrijk piekte "Dancing in the Street" oorspronkelijk in de top 20, maar in 1969 begon diskjockey Alan Freeman het op eigen initiatief te draaien in zijn populaire radioprogramma Pick of the Pops op BBC Radio One. Platenlabel Tamla-Motown haastte zich het nummer opnieuw uit te brengen en het kwam op de vierde plek terecht. Dit zorgde voor een nieuwe populariteitsgolf voor Martha & The Vandellas in Groot-Brittannië. Ook in Ierland werd het nummer pas eind jaren 60 een hit.
Na een reeks hits geschreven door het songwriterstrio Holland-Dozier-Holland was "Dancing in the Street" de eerste hit van Martha & The Vandellas die geschreven werd door William "Mickey" Stevenson. Dit deed hij in samenwerking met Ivy Jo Hunter en Marvin Gaye, net als Martha & The Vandellas een artiest van de platenmaatschappij Motown. In eerste instantie schreef Stevenson het nummer als een ballad. Toen hij het aan Marvin Gaye liet zien, dacht deze dat het een meer dansbaar nummer was, waardoor het zijn uiteindelijke vorm bereikte. De twee hadden Kim Weston (Stevensons latere echtgenote) in gedachten om het nummer op te nemen, maar zij wees het af. Daardoor kregen Martha & The Vandellas de kans het aan hun repertoire toe te voegen. Leadzangeres Martha Reeves vond aanvankelijk dat het lied te veel in herhaling verviel. Ze bewerkte zelf het vocale arrangement, zodat het bij haar stem paste. Ivy Jo Hunter werd aan de credits toegevoegd vanwege zijn hulp bij het muzikale arrangement. Hij was ook degene die met een bandenwipper op de tel meesloeg om de beat krachtiger over te laten komen. Het nummer werd uitgebracht op het label Gordy, een sublabel van Berry Gordys Motown-imperium.
De tekst van "Dancing in the Street" gaat over de mogelijkheid om in welke stad dan ook plezier te hebben door te dansen. Wel zorgden de schrijver ervoor dat verwezen werd naar Detroit, de stad van Motown, in de regel "Can't forget the Motor City". Het lied werd geproduceerd als een onschuldige danssingle, maar tijdens rellen in de binnensteden van de Verenigde Staten adopteerden Afro-Amerikaanse demonstranten het al snel als strijdlied voor de burgerrechtenbeweging. Daarom haalden verschillende radiostations het nummer uit de ether, omdat ook de leiders, zoals H. Rap Brown, het nummer gebruikten bij de rellen. Dit wordt gezien als verklaring waarom "Dancing in the Street" net geen nummer 1-hit werd.
De B-kant van "Dancing in the Street" was een oud nummer uit 1961, "There He Is (At My Door)", geschreven door Eddie Holland en Freddie Gorman (lid van The Originals). Oorspronkelijk was het de A-kant van een single van The Vells, zoals The Vandellas toen heetten, die geen hit werd. Ook dit nummer was in 1964 onderdeel van het album Dance Party.

### Bezetting
- Leadzangeres: Martha Reeves
- Achtergrond: Rosalind Ashford en Betty Kelly
- Instrumentatie: The Funk Brothers met
  - James Jamerson op bas
  - Benny Benjamin en Steve Reid op drums
  - Jack Ashford en Ivy Jo Hunter op percussie
  - Robert White, Eddie Willis en Joe Messina op gitaar
  - Henry Cosby en Thomas Bowles op saxofoon
  - Russ Conway en Herbert Williams op trompet
  - George Bohannon en Paul Riser op trombone
- Schrijvers: Marvin Gaye, William Stevenson & Ivy Jo Hunter
- Productie: William Stevenson & Ivy Jo Hunter

## Coverversies
"Dancing in the Street" is vaak gecoverd. De succesvolste heropname van het nummer werd uitgebracht in 1985. Het was toen David Bowie die samen met Mick Jagger een rockversie op single uitbracht. In eerste instantie zouden de twee het nummer live tijdens Live Aid zingen, maar doordat het via satelliet moest (de één stond namelijk in Londen en de ander in Philadelphia), zou er een vertraging ontstaan. Omdat Bowie noch Jagger wilde playbacken, besloten ze het nummer in de studio op te nemen. Dit was met veel succes, want hun uitgave van "Dancing in the Street" werd een wereldwijde hit. In veel landen bereikte de plaat de hitlijsten en in thuisland het Verenigd Koninkrijk, Ierland, Australië, Canada, Finland en Nederland zelfs een nummer 1-notering.
In Nederland was de plaat op 18 augustus 1985 de 85e Speciale Aanbieding bij de KRO en op 19 augustus de 285e AVRO's Radio en TV-Tip op Hilversum 3. Hij steeg enorm hoog in de destijds drie hitlijsten op de nationale popzender. De plaat werd nummer 1 in zowel de Nationale Hitparade, de Nederlandse Top 40 als de TROS Top 50. Ook in de TROS Europarade op Hilversum 3 werd de hoogste plaats bereikt.
In België behaalde de plaat eveneens een nummer 1-notering, in zowel de Vlaamse Ultratop 50 als de Vlaamse Radio 2 Top 30.
Ook vele andere artiesten hebben "Dancing in the Street" opgenomen. Onder hen: The Mamas and the Papas, The Carpenters, Dusty Springfield, The Walker Brothers, The Who, Human Nature, Van Halen, Nikki Webster, Atomic Kitten, The Kinks, Myra en Tim Curry. Ook collega's bij Motown gaven een nieuwe versie van het nummer uit. Zo bracht Choker Campbell een instrumentale versie van het nummer uit samen met zijn bigband. Dat deed hij ook met twee andere nummers van Martha & The Vandellas, namelijk "(Love Is Like a) Heatwave" en "Wild One". In 1990 nam Kim Weston, voor wie het nummer oorspronkelijk bedoeld was, "Dancing in the Street" op voor het Britse label Motorcity Records.

### David Bowie & Mick Jagger

#### Bezetting
- Leadzangers: David Bowie en Mick Jagger
- Achtergrond: Helena Springs en Tessa Niles
- Gitaar: Kevin Armstrong, G.E. Smith en Earl Slick
- Bas: Matthew Seligman en John Regan
- Drums: Neil Conti
- Percussie: Pedro Ortiz en Jimmy Maclean
- Trompet: Mac Gollehon
- Saxofoon: Stan Harrison en Lenny Pickett
- Keyboards: Steve Nieve
- Productie: Alan Winstanley & Clive Langer

#### Hitnoteringen

##### Nederlandse Top 40
| Hitnotering: 31-08-1985 t/m 23-11-1985 | Hitnotering: 31-08-1985 t/m 23-11-1985 | Hitnotering: 31-08-1985 t/m 23-11-1985 | Hitnotering: 31-08-1985 t/m 23-11-1985 | Hitnotering: 31-08-1985 t/m 23-11-1985 | Hitnotering: 31-08-1985 t/m 23-11-1985 | Hitnotering: 31-08-1985 t/m 23-11-1985 | Hitnotering: 31-08-1985 t/m 23-11-1985 | Hitnotering: 31-08-1985 t/m 23-11-1985 | Hitnotering: 31-08-1985 t/m 23-11-1985 | Hitnotering: 31-08-1985 t/m 23-11-1985 | Hitnotering: 31-08-1985 t/m 23-11-1985 | Hitnotering: 31-08-1985 t/m 23-11-1985 | Hitnotering: 31-08-1985 t/m 23-11-1985 | Hitnotering: 31-08-1985 t/m 23-11-1985 |
| Week:                                  | 1                                      | 2                                      | 3                                      | 4                                      | 5                                      | 6                                      | 7                                      | 8                                      | 9                                      | 10                                     | 11                                     | 12                                     | 13                                     |                                        |
| -------------------------------------- | -------------------------------------- | -------------------------------------- | -------------------------------------- | -------------------------------------- | -------------------------------------- | -------------------------------------- | -------------------------------------- | -------------------------------------- | -------------------------------------- | -------------------------------------- | -------------------------------------- | -------------------------------------- | -------------------------------------- | -------------------------------------- |
| Positie:                               | 20                                     | 13                                     | 6                                      | 5                                      | 3                                      | 2                                      | 1                                      | 1                                      | 2                                      | 5                                      | 7                                      | 20                                     | 31                                     | uit                                    |

##### Nationale Hitparade
| Hitnotering: 07-09-1985 t/m 30-11-1985 | Hitnotering: 07-09-1985 t/m 30-11-1985 | Hitnotering: 07-09-1985 t/m 30-11-1985 | Hitnotering: 07-09-1985 t/m 30-11-1985 | Hitnotering: 07-09-1985 t/m 30-11-1985 | Hitnotering: 07-09-1985 t/m 30-11-1985 | Hitnotering: 07-09-1985 t/m 30-11-1985 | Hitnotering: 07-09-1985 t/m 30-11-1985 | Hitnotering: 07-09-1985 t/m 30-11-1985 | Hitnotering: 07-09-1985 t/m 30-11-1985 | Hitnotering: 07-09-1985 t/m 30-11-1985 | Hitnotering: 07-09-1985 t/m 30-11-1985 | Hitnotering: 07-09-1985 t/m 30-11-1985 | Hitnotering: 07-09-1985 t/m 30-11-1985 | Hitnotering: 07-09-1985 t/m 30-11-1985 |
| Week:                                  | 1                                      | 2                                      | 3                                      | 4                                      | 5                                      | 6                                      | 7                                      | 8                                      | 9                                      | 10                                     | 11                                     | 12                                     | 13                                     |                                        |
| -------------------------------------- | -------------------------------------- | -------------------------------------- | -------------------------------------- | -------------------------------------- | -------------------------------------- | -------------------------------------- | -------------------------------------- | -------------------------------------- | -------------------------------------- | -------------------------------------- | -------------------------------------- | -------------------------------------- | -------------------------------------- | -------------------------------------- |
| Positie:                               | 4                                      | 1                                      | 1                                      | 1                                      | 2                                      | 2                                      | 6                                      | 6                                      | 7                                      | 10                                     | 19                                     | 35                                     | 43                                     | uit                                    |

##### TROS Top 50
Hitnotering: 29-08-1985 t/m 21-11-1985 (allerlaatste uitgezonden hitlijst op Hilversum 3). Hoogste notering: nr. 1 (3 weken).

##### TROS Europarade
Hitnotering: 12-09-1985 t/m 12-12-1985. Hoogste notering: nr. 1 (3 weken).

##### NPO Radio 2 Top 2000
| Nummer met noteringen in de NPO Radio 2 Top 2000 | '99 | '00 | '01 | '02 | '03 | '04 | '05 | '06  | '07  | '08 | '09 | '10 | '11 | '12  | '13  | '14 | '15  | '16 | '17 | '18 | '19 | '20 | '21 | '22  | '23 | '24 |
| ------------------------------------------------ | --- | --- | --- | --- | --- | --- | --- | ---- | ---- | --- | --- | --- | --- | ---- | ---- | --- | ---- | --- | --- | --- | --- | --- | --- | ---- | --- | --- |
| Dancing in the Street                            | 641 | -   | 723 | 780 | 997 | 816 | 926 | 1045 | 1090 | 967 | 824 | 806 | 939 | 1371 | 1054 | 988 | 1028 | 523 | 830 | 961 | 937 | 842 | 915 | 1030 | 981 | 986 |

1. ↑  Een '-' betekent dat het nummer niet was genoteerd en een vetgedrukt getal geeft de hoogste notering aan.

### Alain Clark & Ben Saunders
Verder hebben Alain Clark en Ben Saunders "Dancing in the Street" opgenomen. Nadat zij het eerst hadden gezongen in The voice of Holland, kwam het nummer als download terecht in de Nederlandse Single Top 100.

#### Hitnotering
Nederlandse Single Top 100
| Hitnotering: (week 1 t/m 3) 18-12-2010 t/m 01-01-2011 Hitnotering: (week 4 t/m 5) 22-01-2011 t/m 29-01-2011 | Hitnotering: (week 1 t/m 3) 18-12-2010 t/m 01-01-2011 Hitnotering: (week 4 t/m 5) 22-01-2011 t/m 29-01-2011 | Hitnotering: (week 1 t/m 3) 18-12-2010 t/m 01-01-2011 Hitnotering: (week 4 t/m 5) 22-01-2011 t/m 29-01-2011 | Hitnotering: (week 1 t/m 3) 18-12-2010 t/m 01-01-2011 Hitnotering: (week 4 t/m 5) 22-01-2011 t/m 29-01-2011 | Hitnotering: (week 1 t/m 3) 18-12-2010 t/m 01-01-2011 Hitnotering: (week 4 t/m 5) 22-01-2011 t/m 29-01-2011 | Hitnotering: (week 1 t/m 3) 18-12-2010 t/m 01-01-2011 Hitnotering: (week 4 t/m 5) 22-01-2011 t/m 29-01-2011 | Hitnotering: (week 1 t/m 3) 18-12-2010 t/m 01-01-2011 Hitnotering: (week 4 t/m 5) 22-01-2011 t/m 29-01-2011 | Hitnotering: (week 1 t/m 3) 18-12-2010 t/m 01-01-2011 Hitnotering: (week 4 t/m 5) 22-01-2011 t/m 29-01-2011 |
| Week: | 1 | 2 | 3 | | 4 | 5 | |
| --- | --- | --- | --- | --- | --- | --- | --- |
| Positie: | 28 | 96 | 87 | uit | 86 | 90 | uit |